# Dušan Cvek
Dušan Cvek (8. června 1926, Brno – 26. května 2013, Krnov) byl český lékař, básník a šachista.

## Život
Pocházel z jedné ze dvou rodin holešovských Cveků (syn stavitele Aloise Karla Cveka), za nacistické okupace byl v roce 1944 totálně nasazen v Lutíně a v Pavlovicích u Přerova. Po maturitě na reálném gymnáziu v Holešově roku 1945 vystudoval lékařskou fakultu Masarykovy univerzity v Brně. Zaměřoval se především na léčbu tuberkulózy, kterou sám prodělal, a po ukončení studia pracoval v letech 1951–1959 v tatranské léčebně TBC Penzák v Novém Smokovci. Pak pracoval krátce jako lékař-statistik ve Zlíně (tehdy Gottwaldově) a krátce zástupcem ředitele ústavu pro léčbu tuberkulózy ve Valašském Meziříčí. Od roku 1960 působil jako vedoucí lékař oddělení TBC a respiračních nemocí na poliklinice v Krnově, a to i po odchodu do důchodu v roce 1987. V mládí se věnoval házené ve slavné holešovské éře, po celý život hře v šachy (třetí na přeboru Slovenska v roce 1955) a psaní poezie.

### Děti
- Alena Kuryvialová, učitelka
- MUDr. Milan Cvek, lékař-radiolog (* 1953)
- Mgr. Boris Cvek, Ph. D., vědecký pracovník v oboru biochemie (* 1976)
- Robert Cvek, šachový velmistr (* 1979)

## Literární dílo
Jako básník debutoval v roce 1955, svá díla publikoval v Mladé frontě, Červeném květu, Kultuře, Kulturní tvorbě, Hostu do domu, Plameni, Tvorbě, Literárním měsíčníku, Kmeni; v Tatranských novinách použil pseudonym D. C. Věk. Průřez jeho dílem byl publikován pod názvem Půdorys paměti jeho synem Borisem v internetovém a volně dostupném literárním časopise Téma (rubrika Příloha 6.-8. číslo).

### Básnické sbírky
- Zrána (1963)
- Tekutý vzduch (1963)
- Pravděpodobnosti (1964)
- Jediné místo (1977)
- Cestou stromů (1980)
- Milosrdná zem (1987)
- Krajina v přízemí (1995)
- Všechno je blízko (výbor z díla, 1988)